# Ludriano
Ludriano è una frazione del comune di Roccafranca in provincia di Brescia.

## Storia
La località è un piccolo villaggio agricolo di antica origine.
Ludriano divenne per la prima volta frazione di Roccafranca su ordine di Napoleone, ma gli austriaci annullarono la decisione al loro arrivo nel 1815 con il Regno Lombardo-Veneto.
Dopo l'unità d'Italia il paese crebbe da meno di settecento a più di millecento abitanti. Fu il fascismo a decidere la soppressione del comune unendolo definitivamente a Roccafranca.
Per iniziativa del conte Antonio Folonari venne aperto nel settembre 1933 nella campagna di Ludriano un campo d'aviazione per la scuola di volo a vela con il conseguimento del brevetto di pilotaggio. I primi aerei si librarono nel febbraio 1934. Il monumento ai caduti venne eretto nel 1970.
Dal 1917 passò ai Folonari di Brescia i quali costruirono una delle più belle chiese parrocchiali della Diocesi.

### Chiesa parrocchiale
Progettata dall'architetto lecchese Mario Cereghini, coadiuvato dal bresciano Guido Alberti, fu arricchita di pregevoli opere d'arte moderna. Il portale in bronzo di Vico Consorti, già autore della Porta Santa della Basilica di San Pietro in Vaticano e di quella del Duomo di Siena, i due grandi affreschi, l'altare ed il tabernacolo in marmo nero del Belgio.
Per ornare le due grandi pareti dell'aula, rimaste prive di affreschi per la morte del Migliorati, sono state collocate due tele provenienti dall'antica chiesa: a sinistra l'Ultima Cena, attribuita ad Ottavio Amigoni (1606-1665), a destra San Filastrio di Ponziano Loverini (1854-1929).
Il presbiterio è invece ricoperto da marmo verde di Liguria, sovrastato dal monumentale crocefisso del XIV secolo di scuola umbro-fiorentina. Il tempio venne consacrato il 2 ottobre del 1954, dal vescovo di Brescia, alla presenza di Monsignor Giovanni Battista Montini, futuro Papa Paolo VI.